# عصوية أوليرونيوس
عصوية أوليرونيوس هي بكتيريا سالبة غرام تنتمي لجنس العصوية.